# Maria Michalewska
Maria Michalewska (ur. 10 lipca 1935 w Kiełczewicach Górnych) – polska rolniczka i działaczka ludowa, poseł na Sejm PRL VII kadencji.

## Życiorys
Uzyskała wykształcenie podstawowe. Do Zjednoczonego Stronnictwa Ludowego wstąpiła w 1954. Zasiadała w Powiatowym Komitecie partii w Bychawie. Przez dwie kadencje była radną tamtejszej Powiatowej Rady Narodowej, a potem radną Urzędu Miejskiego w Strzyżewicach. Przyczyniła się do wybudowania szosy łączącej Gałęzów z Kiełczewicami Górnymi. W 1956 założyła lokalne koło gospodyń wiejskich, któremu przewodniczyła przez 20 lat. We wsi Kiełczewice Górne założyła również zespół śpiewaczy. W 1976 uzyskała mandat posła na Sejm PRL w okręgu Lublin. Zasiadała w Komisji Administracji, Gospodarki Terenowej i Ochrony Środowiska oraz w Komisji Handlu Wewnętrznego, Drobnej Wytwórczości i Usług.